# Rade Končar
Rade Končar (ur. 28 października 1911 w m. Končarev Kraj, zm. 22 maja 1942 w Szybeniku) – chorwacki polityk komunistyczny i działacz związkowy.

## Życiorys
Z zawodu był ślusarzem. W 1934 roku został członkiem Komunistycznej Partii Jugosławii. Był organizatorem strajków i demonstracji. Za swą działalność polityczną był pozbawiany wolności i osadzony w więzieniu w Sremskiej Mitrovicy.
W 1939 roku został sekretarzem politycznym komitetu centralnego Komunistycznej Partii Chorwacji. Rok później został członkiem biura politycznego komitetu centralnego Komunistycznej Partii Jugosławii. W 1941 roku współorganizował antyfaszystowski ruch oporu w Chorwacji. Został aresztowany w Splicie przez włoską policję i zamordowany w Šubićevacu, dzielnicy Szybenika.